# 분안
분안(文安, ぶんあん/ぶんなん)은 일본의 연호(元号) 중 하나이다.
- 전후 : 가키쓰(嘉吉) 이후 - 호토쿠(宝徳) 이전.
- 시기 : 1444년 ~ 1448년
- 천황 : 고하나조노 천황
- 쇼군 : 공석 (무로마치 막부)

## 개원(改元)
- 가키쓰 4년 2월 5일(율리우스력 1444년 2월 23일), 갑자혁령에 해당해 개원.
- 분안 6년 7월 28일(율리우스력 1449년 8월 16일), 호토쿠로 개원된다.

## 출전
- 『진서(晉書)』의 「尊文安漢社稷」.
- 『상서(尙書)』의 「欽明文思安安」.

## 서력과의 대조표
| 분안 | 원년   | 2년    | 3년    | 4년    | 5년    | 6년    |
| ---- | ------ | ------ | ------ | ------ | ------ | ------ |
| 서력 | 1444년 | 1445년 | 1446년 | 1447년 | 1448년 | 1449년 |
| 간지 | 갑자   | 을축   | 병인   | 정묘   | 무진   | 기사   |

## 같이 보기
- 일본의 연호 일람
- 문안(文安) : 대리국(大理国)의 연호(1105년 ~ 1108년).

| 이전 가키쓰 | 일본의 연호 1444년 ~ 1449년 | 다음 호토쿠 |